# Hydrotaea mimopilipes
Hydrotaea mimopilipes är en tvåvingeart som beskrevs av Ma och Zhao 1992. Hydrotaea mimopilipes ingår i släktet Hydrotaea och familjen husflugor. Inga underarter finns listade i Catalogue of Life.